# Абзал Бейсебеков
Абзал Бейсебеков (каз. Абзал Талғатұлы Бейсебеков, нар. 30 листопада 1992) — казахський футболіст, захисник клубу «Астана».
Виступав, зокрема, за клуби «Астана» та «Корона» (Кельці), а також національну збірну Казахстану.
Дворазовий володар Кубка Казахстану. Чотириразовий чемпіон Казахстану. Дворазовий володар Суперкубка Казахстану.

## Клубна кар'єра
У дорослому футболі дебютував 2008 року виступами за команду клубу «Кайрат», в якій того року взяв участь у 5 матчах чемпіонату. 
Згодом з 2009 по 2011 рік грав у складі команд клубів «Локомотив» (Астана), «Кайрат» та «Восток».
Своєю грою за останню команду привернув увагу представників тренерського штабу клубу «Астана», до складу якого приєднався 2012 року. Відіграв за команду з Астани наступний сезон своєї ігрової кар'єри. Більшість часу, проведеного у складі «Астани», був основним гравцем захисту команди.
У 2013 році уклав орендний контракт з клубом «Корона» (Кельці), у складі якого провів наступний рік своєї кар'єри гравця, лише епізодично з'являючись на полі.
До складу клубу «Астана» повнернувся 2014 року. Станом на 1 вересня 2018 року відіграв за команду з Астани 113 матчів в національному чемпіонаті.

## Виступи за збірні
У 2009 році дебютував у складі юнацької збірної Казахстану, взяв участь у 4 іграх на юнацькому рівні.
Протягом 2011–2014 років залучався до складу молодіжної збірної Казахстану. На молодіжному рівні зіграв у 14 офіційних матчах, забив 2 голи.
У 2014 році дебютував в офіційних матчах у складі національної збірної Казахстану.

## Титули і досягнення
- Володар Кубка Казахстану (2):

«Астана»:  2012, 2016
- Чемпіон Казахстану (7):

«Астана»:  2014, 2015, 2016, 2017, 2018, 2019, 2022
- Володар Суперкубка Казахстану (5):

«Астана»: 2015, 2018, 2019, 2020, 2023
- Володар Кубка казахської ліги (1):

«Астана»: 2024